# 取手市立永山小学校
取手市立永山小学校（とりでしりつ ながやましょうがっこう）は、茨城県取手市にある公立小学校。

## 沿革

### 北相馬郡取手町立高井小学校(上高井及び下高井地区の部)
- - 1872年(明治5年)4月、下高井の高源寺に、椿山小学校として創立
  - 1878年(明治11年)5月、高井小学校と改称
  - 1884年(明治17年)6月、永山小学校と改称、同時に、西前小学校､戸頭学校、稲小学校を編入合併し、西前小学校を､永山小学校市之代分校に、戸頭学校を、永山小学校戸頭分校に、稲小学校を、永山小学校稲分校にする
  - 1887年(明治20年)1月、下高井尋常小学校と改称、同時に、永山小学校戸頭分校、永山小学校市之代分校を廃止し、本校に収容する
  - 1889年(明治22年)7月、高井尋常小学校と改称、同時に、分校として、高井尋常小学校市之代分校(旧永山小学校市之代分校)を再開及び戸頭尋常小学校(旧戸頭学校)、稲戸井尋常小学校(旧稲小学校)が開校し、分離する
  - 1911年(明治44年)3月、高井尋常高等小学校と改称
  - 1941年(昭和16年)4月、高井国民学校と改称
  - 1947年(昭和22年)4月、北相馬郡高井村立高井小学校と改称
  - 1955年(昭和30年)2月、町村合併により、北相馬郡取手町立高井小学校と改称
  - 1960年(昭和35年)3月31日、学校統合により、北相馬郡取手町立高井小学校閉校

### 北相馬郡取手町立高井小学校市之代分校(市之代地区の部)
- - 1873年(明治6年)市之代村に、西前小学校として開校
  - 1884年(明治17年)6月、永山小学校(旧椿山小学校)に、編入統合により、永山小学校市之代分校と改称
  - 1887年(明治20年)1月、下高井尋常小学校と改称、同時に、永山小学校市之代分校を廃止し、下高井尋常小学校本校に収容する
  - 1889年(明治22年)7月、高井尋常小学校と改称、同時に、高井尋常小学校本校の分校として、高井尋常小学校市之代分校を再開する
  - 1941年(昭和16年)4月、高井国民学校市之代分校と改称
  - 1947年(昭和22年)4月、北相馬郡高井村立高井小学校市之代分校と改称
  - 1955年(昭和30年)2月、町村合併により、北相馬郡取手町立高井小学校市之代分校と改称
  - 1960年(昭和35年)3月31日、学校統合により、北相馬郡取手町立高井小学校市之代分校閉校

### 北相馬郡取手町立戸頭小学校(戸頭地区の部)
- - 1873年(明治6年)戸頭学校として創立
  - 1877年(明治10年)、戸頭学校閉校、後、同年、戸頭学校再開校する
  - 1887年(明治17年)6月、永山小学校に、編入合併により、永山小学校戸頭分校になる
  - 1887年(明治20年)1月、下高井尋常小学校と改称、同時に、永山小学校戸頭分校を廃止し、下高井尋常小学校本校に、収容する
  - 1889年(明治22年)7月、下高井尋常小学校から分離し、戸頭尋常小学校(旧戸頭学校)として開校
  - 1911年(明治44年)3月、戸頭尋常高等小学校と改称
  - 1941年(昭和16年)4月、戸頭国民学校と改称
  - 1947年(昭和22年)4月、北相馬郡稲戸井村立戸頭小学校と改称
  - 1955年(昭和30年)2月、町村合併により、北相馬郡取手町立戸頭小学校と改称
  - 1960年(昭和35年)3月31日、学校統合により、北相馬郡取手町立戸頭小学校閉校

### 北相馬郡取手町立東(あずま)小学校(野々井及び稲地区の部)
- - 1873年(明治5年)野々井小学校として開校?
  - 1874年(明治7年)、稲(稲戸井)小学校として創立
  - 1886年(明治17年)6月、永山小学校に編入合併により、永山小学校稲(稲戸井)分校になる
  - 1887年(明治20年)1月、下高井尋常小学校稲分校と改称
  - 1889年(明治22年)7月、下高井尋常小学校から分離及び野々井小学校と合併し、稲戸井尋常小学校(旧稲小学校)として開校
  - 1892年(明治25年)、稲尋常小学校と改称
  - 1911年(明治44年)3月、東(あずま)尋常高等小学校と改称
  - 1941年(昭和16年)4月、東(あずま)国民学校と改称
  - 1947年(昭和22年)4月、北相馬郡稲戸井村立東(あずま)小学校と改称
  - 1955年(昭和30年)2月、町村合併により、北相馬郡取手町立東(あずま)小学校と改称
  - 1960年(昭和35年)3月31日、学校統合により、北相馬郡取手町立東(あずま)小学校閉校

### 統合
- 1960年(昭和35年)4月1日、
  - 北相馬郡取手町立高井小学校、北相馬郡取手町立高井小学校市之代分校、北相馬郡取手町立戸頭小学校、北相馬郡取手町立東(あずま)小学校が統合し、(新生)北相馬郡取手町立永山小学校となる

### 取手町立永山小学校
- 1960年（昭和35年）4⽉1⽇ - 取手町立高井小学校、取手町立高井小学校市之代分校、取手町立戸頭小学校、取手町立東（あずま）小学校が統合し、取⼿町⽴永⼭⼩学校創⽴
- 1970年（昭和45年）10⽉1⽇ - 市制施行により、取⼿市⽴永⼭⼩学校と改称
- 1974年（昭和49年）4⽉1⽇ - 稲地区を、取手市立白山西小学校（現取手市立取手西小学校）に校区変更
- 1975年（昭和50年）4⽉1⽇ - 取手戸頭団地を開発により、戸頭地区を分離し、取手市立戸頭西小学校（現取手市立戸頭小学校）を開校
- 1982年（昭和57年）4⽉1⽇ - 児童数増加により、新取⼿地区を分離し、取手市立高井小学校を開校
- 2011年（平成23年）12⽉23⽇ - 新校舎完成
- 2013年（平成25年）12⽉20⽇ - 落成式（校舎・体育館・校庭）

## 校区
上⾼井、下⾼井の⼀部、野々井の⼀部、⽶ノ井の⼀部、⼾頭の⼀部、⾙塚、市之代、寺⽥の⼀部

## 進学先中学校
- 取手市立永山中学校

※野々井地区及び米ノ井地区
- 1947年（昭和22年）5月〜1955年（昭和30年）3月まで、取手町立永山中学校（現在の取手市立永山中学校）
- 1955年（昭和30年）4月〜1987年（昭和62年）3月まで、取手町立第二中学校（現在の取手市立取手第二中学校）
- 1987年（昭和62年）4月〜2011年（平成23年）3月まで、取手市立野々井中学校（現在の取手市立永山中学校）

※寺田地区
- 1947年（昭和22年）5月〜1955年（昭和30年）8月まで、取手町立取手中学校寺原教場（現在の取手市立取手第一中学校の分校、後の取手町立第二中学校）
- 1955年（昭和30年）9月〜1987年（昭和62年）3月まで、取手町立第二中学校（現在の取手市立取手第二中学校(旧取手中学校寺原教場)）
- 1987年（昭和62年）4月〜2011年（平成23年）3月まで、取手市立野々井中学校（現在の取手市立永山中学校）

## 統合前の学校の位置
- 北相馬郡取手町立高井小学校
北相馬郡取手町大字下高井(現在の取手市下高井)１２５７番地
現在は、星光工業株式会社
- 北相馬郡取手町立高井小学校市之代分校
北相馬郡取手町大字市之代(現在の取手市市之代)500番地
現在は、姫宮神社及び市之代集会所
- 北相馬郡取手町立戸頭小学校
北相馬郡取手町大字戸頭(現在の取手市戸頭)１６３４番地
現在は、ラブリハイツ
- 北相馬郡取手町立東(あずま)小学校
北相馬郡取手町大字野々井(現在の取手市野々井)１４７５番地
現在は、つくばね石油（株） 取手ＬＰガス充填所

## 学校行事
- 4月 春休み·1学期始業式・入学式
- 5月創立記念日·運動会
- 6月
- 7月夏休み(下旬)
- 8月夏休み(全日)
- 9月
- 10月 1学期終業式・2学期始業式
- 11月文化祭
- 12月冬休み(下旬)
- 1月冬休み(上旬)
- 2月
- 3月 卒業式·2学期修了式·春休み·離任式